# اشتباكات الحدود الإثيوبية السودانية (2020–2021)
النزاع الحدودي الإثيوبي السوداني هو مواجهة مسلحة بين إثيوبيا والسودان للسيطرة على الأراضي الحدودية بين السودان وإقليم تيغراي الإثيوبي.

## الخلفية
في 6 ديسمبر 2020، احتلت القوات المسلحة السودانية المنطقة الزراعية المتنازع عليها في منطقة الفشقة على الحدود مع إقليم تيغراي، حيث اندلع القتال بين الجيش الاتحادي الإثيوبي والقوات الإقليمية منذ مطلع نوفمبر. ومنذ تسعينيات القرن الماضي، أصبحت منطقة الفشقة، وهي جزءٌ من ولاية القضارف السودانية، تحت سيطرة المليشيات الإثيوبية والمهجرين.
في 12 ديسمبر، اتهمت لجنة تحقيق حالة الطوارئ والجمعية البرلمانية الاتحادية الجيش السوداني بمهاجمة المدنيين في منطقة تيغراي نتيجة التواطؤ مع جبهة التحرير تغراي.

## التسلسل الزمني للنزاع
في 15 ديسمبر، تعرض الجيش السوداني، أثناء قيامه بدوريات على الحدود بين السودان ومنطقة تيغراي، لهجوم من قبل القوات المسلحة الإثيوبية والميليشيات الأمهرية، مما أسفر عن مقتل وإصابة عدد من الضباط السودانيين.
ونتيجةً للقصف بالأسلحة الصغيرة والمدفعية من الجيش الإثيوبي والميليشيات الإقليمية، قُتل 4 عسكريين سودانيين وأصيب 27 آخرون. لقد ذكر بيان للجانب السوداني أن القوات الإثيوبية غزت السودان وهاجمت حرس الحدود السودانيين أثناء قيامها بدوريات على الحدود.
في 17 ديسمبر، زار عبد الفتاح البرهان رئيس مجلس السيادة السوداني وعدد من الجنرالات السودانيين، قواعد القوات السودانية المتمركزة على الحدود مع إثيوبيا للتحقق من جاهزيتها القتالية. قال البرهان إن الجيش السوداني مستعد لحماية المدن الحدودية من هجمات محتملة.
في 19 ديسمبر، أعلنت قيادة الجيش السوداني أنها لن تتخلى عن شبر واحد من الأراضي السودانية على الحدود مع إثيوبيا. كما تم إرسال قوات سودانية إضافية إلى الحدود مع إثيوبيا.
في 20 ديسمبر، أصدر مكتب رئيس وزراء السودان بيانًا مفاده أن المفاوضات بشأن ترسيم الحدود مع إثيوبيا ستجرى في 22 ديسمبر.
في 21 ديسمبر، وقع اشتباك بين الجيش السوداني والقوات الإثيوبية الموالية للحكومة في منطقة أبو طيور، أسفر عن مقتل جندي سوداني.
في 22 ديسمبر، استعاد الجيش السوداني ثلاث بلدات حدودية ومنطقة خورشيد كانت في السابق تحت سيطرة الميليشيات الإثيوبية.
أعرب رئيس الوزراء الإثيوبي آبي أحمد علي عن أمله في التوصل إلى تسوية سلمية مبكرة للنزاع الحدودي مع السودان بعد مفاوضات غير مثمرة حول ترسيم الحدود في الخرطوم.
في 24 ديسمبر، هاجمت القوات المسلحة الإثيوبية والميليشيات الإثيوبية الإقليمية مواقع للجيش السوداني على الحدود السودانية الإثيوبية باستخدام المدفعية الثقيلة.
في 25 ديسمبر، تم نقل وحدات إضافية من القوات المسلحة الإثيوبية إلى حدود إثيوبيا والسودان، وقامت الطائرات العسكرية الإثيوبية برحلات تدريبية على الحدود مع إقليم القضارف السوداني.
في 26 ديسمبر، ألقى وزير الإعلام السوداني فيصل محمد صالح باللوم على الجيش الإثيوبي في شن هجمات على الأراضي السودانية. أفادت وسائل إعلام سودانية أن الميليشيات الإثيوبية نشرت مدفعية وناقلات جند مدرعة على طول الحدود السودانية.
في 26 ديسمبر، سيطر الجيش السوداني على 11 مستوطنة في منطقة قريشة المتنازع عليها، والتي كانت سابقًا تحتلها الميليشيات الإثيوبية.
في 29 ديسمبر، أعلنت الحكومة الإثيوبية أن السلطات الإثيوبية تعتزم تكثيف جهودها لحل النزاع الحدودي مع السودان سلميًا.
في 29 ديسمبر، أعلن المتحدث باسم وزارة الخارجية الإثيوبية دينا مفتي أن الجيش الإثيوبي سيضطر لشن هجوم مضاد إذا لم يوقف السودان تقدمه في منطقة الفشقة.
في 30 ديسمبر، أعلنت قيادة الجيش السوداني أن أكثر من 80 بالمائة من أراضي منطقة الفشق المتنازع عليها قد خضعت لسيطرة السودان.
في 31 ديسمبر، أعلن وزير الخارجية السوداني عمر قمر الدين أن السودان سيطر على جميع الحدود والأراضي المتنازع عليها مع إثيوبيا.
في 5 يناير، صدت القوات المسلحة السودانية هجومين للجيش الإثيوبي على الحدود بين السودان وإثيوبيا ، وقامت وحدة من المظليين بالجيش السوداني بأسر جندي إثيوبي.
في 6 يناير، اتهم متحدث باسم وزارة الخارجية الإثيوبية الجيش السوداني بشن هجمات مسلحة على المدنيين الإثيوبيين في منطقة الفشق باستخدام رشاشات ثقيلة ومدرعات.
في 11 يناير، ورد أن الميليشيات الإثيوبية هاجمت قرية حدودية سودانية، فقتلت 6 مدنيين بحسب السودان.
في 12 يناير، اتهم المكتب الصحفي لوزارة الخارجية الإثيوبية السودان بانتهاك حدود دولة إثيوبيا.
في 12 يناير، ظهرت معلومات تفيد بأن إثيوبيا نقلت نظام صواريخ بانتسير-اس1 للدفاع الجوي إلى الحدود مع السودان.
في 13 يناير، تحطمت مروحية تابعة للقوات الجوية السودانية أقلعت من مطار ود زيد في منطقة القضارف السودانية على الحدود مع إثيوبيا، ونجا جميع أفراد الطاقم الثلاثة.
في 13 يناير، انتهكت طائرة تابعة للقوات الجوية الإثيوبية الأجواء السودانية، نددت وزارة الخارجية السودانية بالحادث.
في 14 يناير، حظرت هيئة الطيران المدني السودانية الطيران المدني فوق منطقة القضارف في منطقة القضارف لأسباب أمنية.
في 14 يناير، اعتقلت الميليشيات الإثيوبية ثلاثة مواطنين سودانيين في المنطقة الحدودية، كما قتلت القوات الإثيوبية مواطناً سودانيًا في ظروف غامضة.
في 17 يناير، أطلق الجيش الإثيوبي سراح 8 عسكريين سودانيين كانوا محتجزين في إثيوبيا منذ ديسمبر 2020.
في 24 يناير، أطلقت القوات الإثيوبية قذائف الهاون على دورية عسكرية سودانية على حدود البلدين.
في 27 يناير، نقلت إثيوبيا مدفعية ثقيلة إلى حدود منطقة الفشقة.
في 9 فبراير، قتل ضابط بالجيش السوداني في اشتباك حدودي بين حرس الحدود السودانيين والميليشيات الإثيوبية.
في 11 فبراير، سيطر جنود الجيش السوداني على 50 ألف فدان من الأراضي الزراعية على الحدود مع إثيوبيا بعد اشتباكات مع الميليشيات الإثيوبية.
في 23 فبراير، طلبت إثيوبيا من السودان سحب قواتها من المنطقة الحدودية المتنازع عليها قبل بدء محادثات السلام. قال المتحدثة باسم وزارة الخارجية الإثيوبية، دينا مفتي، إن إثيوبيا لا تريد الدخول في صراع مع السودان مرة أخرى. وقال أيضا إن إثيوبيا ترغب في العودة إلى تسوية 2008 التي من شأنها أن تسمح للقوات والمدنيين الإثيوبيين بدخول المنطقة دون عائق. أخيرًا، قال المفتي إن هناك طرفًا ثالثًا دفع السودان للدخول في صراع مع إثيوبيا. وفي اليوم نفسه، أعلن السودان أنه لن يسحب قواته من المنطقة الحدودية، وقال إن نشر الجيش السوداني على الشريط الحدودي مع إثيوبيا قرار نهائي لا رجوع فيه. استخدمت مليشيات من منطقة الأمهرة الأسلحة واستولت على 1000 كيس من الذرة من المزارعين السودانيين في منطقة الفشق.
في 26 فبراير، اختطفت الميليشيات الإثيوبية مزارعين سودانيين في المنطقة الحدودية.
في 28 فبراير، طردت وحدات الجيش السوداني المليشيات الإثيوبية من مناطق الحدود الزراعية في أبرا وتادالي.
في 2 مارس، واصل الجيش السوداني التقدم في آخر معقل إثيوبي في بركات في المنطقة الحدودية المتنازع عليها من الفشقة ضد القوات المدعومة من إثيوبيا. في غضون ذلك، زعم السودان أن القوات الإريترية كانت تساعد الإثيوبيين.
في 23 مارس، أعلنت الحكومة السودانية عرض الإمارات للوساطة في المفاوضات الإثيوبية السودانية بشأن أزمة الحدود في منطقة الفشقة.
في 24 مارس، وقع اشتباك بين القوات السودانية والمليشيات الإثيوبية في منطقة باسيندا الحدودية.
في 29 مارس، وجد الجيش السوداني ميليشيات إثيوبية في إقليم الدندر الاحتياطي تحاول استبدال العلامات الحدودية الموجودة على الحدود بين السودان وإثيوبيا. لقد وقع اشتباك شارك فيه 200 من المليشيات الإثيوبية وعدد غير معروف من جنود الجيش السوداني، مما أسفر عن مقتل شخصين أحدهما من من الجيش السوداني والآخر من مليشيا إثيوبية.

## ردود الأفعال والوساطات

### دولية
- عرضت المملكة العربية السعودية مساعدتها للتوفيق بين الأطراف المتناحرة.[47]
- التقى وزير الخارجية البريطاني دومينيك راب بمسؤولين من كلا الجانبين وطلب منهم إنهاء قتالهم وتسوية الأمر.[47]
- التقى الرئيس سلفا كير على انفراد بوزيرة الخارجية السودانية مريم صادق وسيلتقي برئيس الوزراء الإثيوبي آبي أحمد في جوبا. واعتمادًا على نتيجة هذين المحادثات، يمكن عقد قمة ثلاثية في وقت لاحق في جوبا.[48]

### المنظمات الحكومية الدولية
- التقى الممثل الخاص للاتحاد الأوروبي ووزير الخارجية الفنلندية بيكا هافيستو بمسؤولين سودانيين في الخرطوم للمساعدة في تخفيف التوترات بين السودان وإثيوبيا. كما التقى بمسؤولين من إثيوبيا بعد السودان.[49]

## التحليل
قال رشيد عبدي الباحث والمحلل من القرن الأفريقي إن «إثيوبيا متحفظ عليها بشأن أزمة الفشقة لأنها تمس قبضة رئيس الوزراء آبي على السلطة، ومصالح الأمهرة [المنطقة الإثيوبية المتاخمة للفشقة]، وهي قاعدة دعمه العرقي الوحيد. وفي حين أن الصراع الجديد في السودان قد يعقد عملية الانتقال السياسي ويزرع الانقسامات، فإن الجيش يمكنه استخدام الحرب كذريعة لإعادة توطيد سلطته وإقصاء المدنيين».